# Gnassingbé Eyadéma
Gnassingbé Eyadéma, nato Étienne Eyadéma Gnassingbé (Pya, 26 dicembre 1935 – Tunisia, 5 febbraio 2005), è stato un militare e politico togolese.
Fu presidente e dittatore del Togo dal 1967 fino alla sua morte. La sua scalata al potere avvenne per mezzo di due successivi colpi di Stato militari, rispettivamente nel gennaio del 1963 e nel gennaio del 1967, e fu nominato presidente il 14 aprile 1967, rimanendo in carica per 38 anni.

## Biografia

### Salita al potere
Étienne Eyadéma Gnassingbé nacque a Pya, in Togo. Nel 1953 combatté con la Legione straniera francese in Algeria e nell'Indocina francese. Nel 1960, quando il Togo divenne indipendente, a lui e ad altri veterani dell'esercito francese fu vietato dal presidente Sylvanus Olympio l'ingresso nell'esercito del Togo. Nel 1963, gli stessi veterani respinti da Olympio organizzarono un colpo di Stato sotto la guida di Emmanuel Bodjollé. Eyadéma partecipò al golpe e in seguito sostenne di aver personalmente ucciso Olympio durante gli scontri. Alla morte di Olympio fu nominato presidente un altro civile, ma il gruppo di militari fedeli a Eyadéma mantenne una posizione di potere nel paese. Nel 1967, Eyadéma stesso organizzò un nuovo colpo di Stato, grazie al quale ottenne la carica di presidente e quella di ministro della difesa.

### Il regime
Eyadéma vinse le elezioni nel 1972, nel 1979 e nel 1986. Il regime di Eyadéma era caratterizzato da una forte culto della personalità. Per esempio, il presidente era accompagnato da un corteo di 1.000 danzatrici che cantavano le sue lodi; suoi ritratti apparivano nella maggior parte dei luoghi pubblici; una sua statua fu eretta nella capitale Lomé; furono messi in commercio orologi da polso con la sua effigie che spariva e riappariva ogni 15 secondi; e fu persino realizzato un albo a fumetti in cui egli era rappresentato come un supereroe invulnerabile. In seguito, si fece costruire un grande palazzo a Pya, il suo paese natale, nei pressi di Lama-Kara.
Durante il suo governo, Eyadéma subì innumerevoli attentati; in uno di questi, fu colpito da un proiettile che in seguito tenne con sé come amuleto.
Negli anni 1990 Eyadéma vinse nuovamente le elezioni nel 1993 e nel 1998. Fu accusato di essere responsabile della persecuzione e dell'assassinio di numerosi oppositori politici. L'Unione europea e altre istituzioni internazionali denunciarono numerose violazioni dei diritti umani da parte del suo governo e brogli elettorali. Da queste critiche emerge l'immagine di Eyadéma come dittatore feroce e senza scrupoli, che addirittura avrebbe in alcune occasioni fatto sbranare i suoi nemici dai coccodrilli.
Nel 2002, Eyadéma fece modificare la costituzione per potersi candidare per un ulteriore mandato (secondo la costituzione allora vigente, egli avrebbe dovuto ritirarsi nel 2003). Grazie a questa manovra, e a una nuova vittoria elettorale nello stesso anno, fu riconfermato fino al 2008. Nello stesso periodo fece approvare una seconda modifica alla costituzione per abbassare il limite inferiore di età necessario per candidarsi alla presidenza, allo scopo di consentire a suo figlio Faure Gnassingbé di prendere il suo posto in caso di morte.
Dal 2000 al 2001 fu segretario della Organisation of African Unity, e in questo ruolo tentò (con scarso successo) di mediare nel conflitto fra il governo e i ribelli in Costa d'Avorio.

### Morte
Il 5 febbraio 2005 Eyadéma ebbe un problema cardiocircolatorio, e morì sull'aereo che l'avrebbe portato in Francia per le cure necessarie. Secondo le fonti ufficiali, la causa della morte fu un infarto. Alla sua morte, il figlio Faure Gnassingbé prese il suo posto attraverso una manovra che fu da molte parti denunciata come un nuovo colpo di Stato.